# État de Portuguesa
Pour les articles homonymes, voir Portuguesa.
Portuguesa est un État du Venezuela. Sa capitale est Guanare. En 2011, sa population s'élève à 876 496 habitants.

## Étymologie
L'État de Portuguesa est ainsi baptisé depuis le 4 août 1909. Selon un apologue, le nom de portuguesa proviendrait de l'histoire tragique d'une jeune femme d'origine portugaise qui aurait péri noyée dans les eaux puissantes du río Temerí. Elle aurait fait partie des effectifs accompagnant les premiers conquistadors qui ont fondé la ville qui s'appelle aujourd'hui Guanare, capitale de l'État. Après cet évènement, le nom de Portugesa signifiant « portugaise » serait resté attachée au nom du cours d'eau et à son territoire devenu depuis un État.

## Histoire

### Époque précolombienne
Les plus anciennes traces de présence humaine des plaines du Barinas et du Portugesa remontent entre -600 et -300. Avant l'arrivée des colons européens, le territoire des plaines vénézuéliennes est peuplé d'ethnies provenant de Colombie et d'Équateur arrivées par voie fluviale. Le territoire actuel de l'État est habité par diverses ethnies amérindiennes, notamment les Cuibas et les Caquetíos qui vivent de la pêche et de la cueillette. Au Ier millénaire, ces communautés émigrent vers le nord du Venezuela et sont également influencées par des groupes venus du bassin de l'Orénoque. Parmi les traces laissées par ces premiers peuplements, peuvent être cités de nombreux pétroglyphes géométrique, zoomorphe ou encore anthropomorphe, un réseau complexe de chemins destinés à drainer les marais ou contrôler les cours d'eau et un ensemble de tumulus ayant possiblement servi de zones de guet, de monuments funéraires ou de refuges pendant les périodes de grandes crues.

### Colonisation espagnole

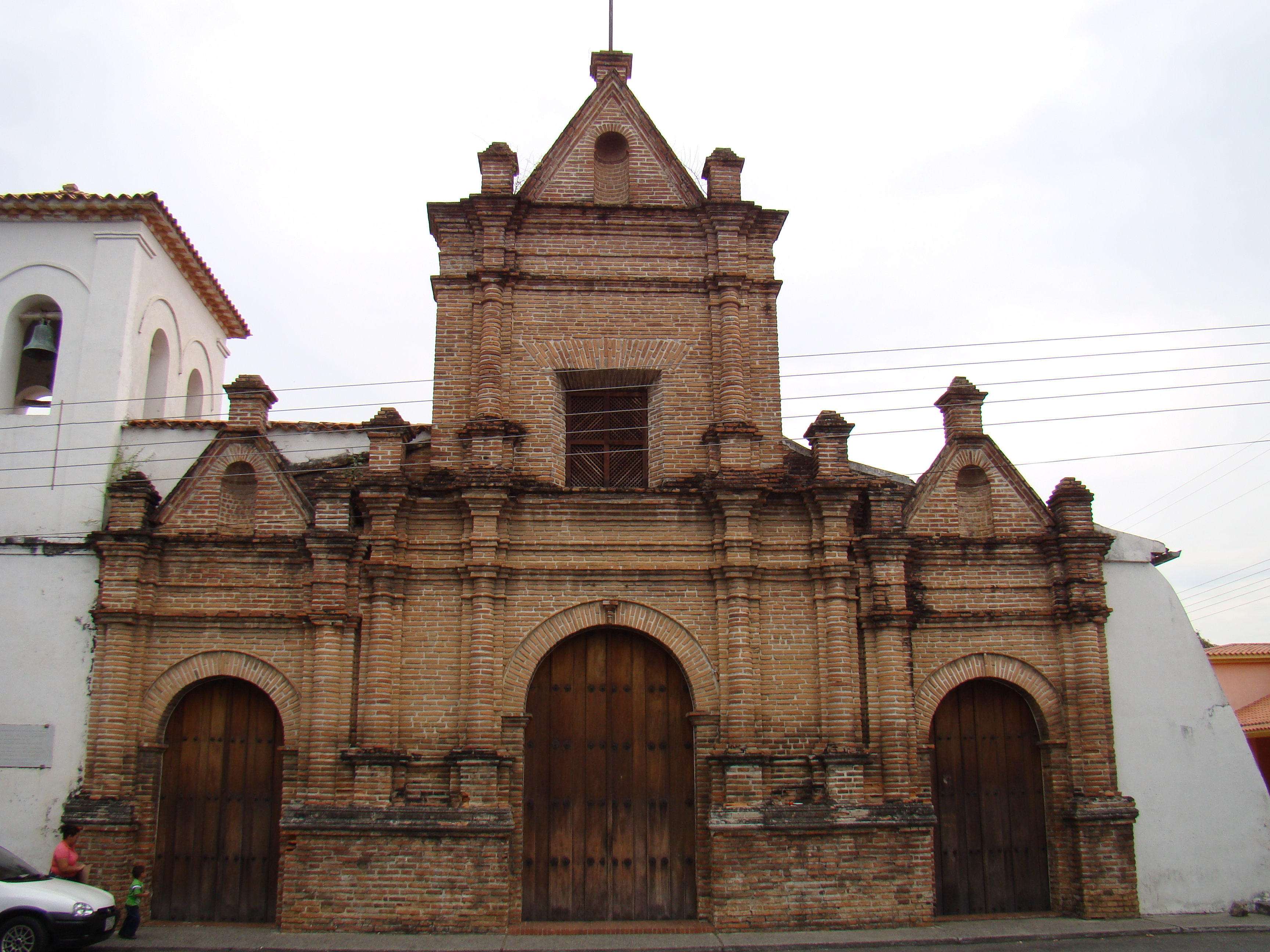
En 1700 est fondée l'église d'Araure, ville elle-même fondée en 1694.

Dans les années 1530, l'explorateur et chroniqueur allemand Nikolaus Federmann (1505-1542) accompagné de ses troupes espagnoles et allemandes est le premier Européen à visiter la région. Ils atteignent un lieu nommé Hacarigua qui deviendra l'Acarigua espagnole. En 1534, accompagné de Georg von Speyer (1500-1540), au service des Welser d'Augsbourg, Federmann part du port de Coro sur l'océan Atlantique et atteint les contreforts des Andes après avoir traversé les plaines des llanos.
En 1542, les troupes de Philip von Hutten arrivées de Coro franchissent le Portuguesa en direction du Barinas, mais sont poursuivis par les Indiens Omaguas et von Hutten est blessé. Dès 1549, les conquistadors espagnols Diego Ruiz de Vallejo et Juan Ruiz de Villegas entreprennent l'exploration des territoires à l'est de la cordillère des Andes. En 1561, un groupe d'individus dirigés par des Portugais s'installent sur les terres qui constituent aujourd'hui Guanare. Le 3 novembre 1591, la ville est officiellement fondée par le Portugais João Fernandes de León (Juan Fernández de León, en espagnol), originaire de Vila Nova de Portimão dans l'Algarve, sous le nom de Espíritu Santo del Valle de Guanaguanare, dont le nom en langue locale signifierait « lieu des mouettes » ou « terres entre les rivières ».
Vers novembre 1657 arrivent les premiers missionnaires catholiques dans la région de Guanare et d'Aricagua et commencent à convertir les Indiens Guayamontes et d'autres ethnies. Le 6 juillet 1694 est fondée El Pilar de Araure devenue Araure, par le Frère Ildefonso de Zaragoza.

### Le19esiècle

#### Guerre d'indépendance
Parmi les nombreux combats menés par Simon Bolívar pendant la guerre d'indépendance du Venezuela se distingue la bataille d'Araure au cours de laquelle le héros de l'indépendance l'emporte sur les troupes royalistes espagnoles menées par José Ceballos .

#### Guerre fédérale
La guerre fédérale est encore plus dévastatrice que la guerre d'indépendance, notamment dans les État d'Apure, de Barinas et de Portuguesa, où se concentrent les victimes et les dégâts : guérilla incontrôlée, passions et querelles de clan, incendies de maisons, de fermes et d'enclos à bétail ont fait plus de victimes que les combats eux-mêmes.
Le 4 avril 1859, à Tapa de Piedra dans les environs d'Araure, s'affrontent les troupes révolutionnaires du général Zamora, contre celles du conservateur Manuel Herrera. Celui-ci est vaincu après trois heures de combat et s'enfuit vers Ospino.
Après la guerre fédérale, Portuguesa est absorbé par la province de Zamora en 1866. Sous Antonio Guzmán Blanco, le nombre de divisions territoriales du pays est encore réduit à sept. Cojedes, Zamora et Portuguesa fusionne dans un Grand État du Sud de l'Ouest.

### Le20esiècle

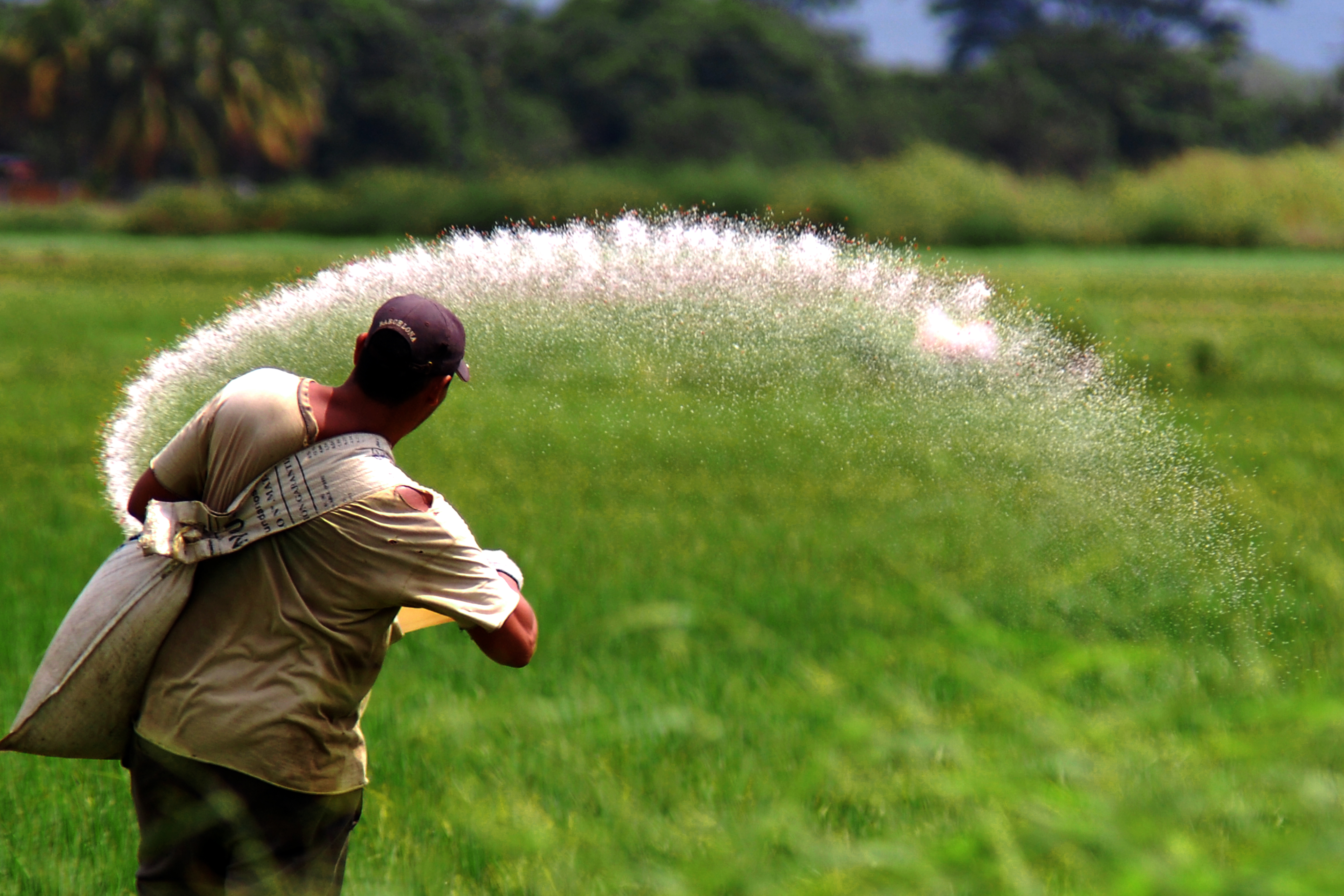
Un riziculteur dans la municipalité de Turén, en 2009. Le riz est la première ressource agricole de l'État de Portuguesa.

À la fin du 19e siècle, Portugesa et Cojedes se détachent et fusionnent pour redonner l'État de Zamora. Enfin, la nouvelle constitution est promulguée le 5 août 1909 et entérine la division du pays en un district capital, deux dépendances fédérales et vingt États, dont celui de Portuguesa avec Guanare comme capitale.
Toutefois, comme la plupart des États des plaines, le Portuguesa est très isolé des centres du pouvoir situés au nord. Les voies de communication sont rudimentaires et seules la voie fluviale est privilégiée, le transport par terre étant limité aux animaux de trait, charrettes tirées par des cheveux ou des bœufs. Au renversement d'Isaías Medina Angarita, la junte révolutionnaire lancent des projets de modernisation de la production agricole conçus par ses prédécesseurs. Il faut attendre les années 1940 et la construction de l'autoroute des llanos pour que décolle l'économie de la région. La fondation de la colonie agricole de Turén attire plus de 20 000 immigrants réfugiés, la plupart italiens, est permet la naissance de la riziculture à grande échelle. De nombreuses terres irriguées sont mises en culture permettant à l'État de devenir le « greniers du Venezuela ». Basé sur le modèle capitaliste américain, un projet d'État nommé « unité agricole de Turén » (Unidad Agrícola de Turen ou UAT, en espagnol) est lancé, permettant une immigration européenne d'agriculteurs qualifiés en provenance d'Italie, d'Allemagne ou d'Espagne, formant une communauté propice au développement de ce « grenier ».

## Démographie, société et religions

### Démographie
Selon l'Institut national de la statistique (Instituto Nacional de Estadística en espagnol), la population a augmenté de 20.77 % entre 2001 et 2011 et s'élève à 876 496 habitants lors de ce dernier recensement :
| 2001    | 2011    |
| ------- | ------- |
| 725 740 | 876 496 |

## Administration et politique

### Subdivisions
L'État est divisé en 14 municipalités totalisant 40 divisions territoriales dont 27 paroisses civiles et 13 « capitales », ou « parroquia capital », en espagnol. En effet, dans la majorité des municipalités de l'État, la législation n'accorde pas de type de nom particulier à la division correspondant au territoire où se situe son chef-lieu ; l'Institut national de la statistique du Venezuela a créé le terme de « parroquia capital », ici traduit par le terme « capitale » à cette fin ; cette division territoriale et statistique est identifiée dans ce présent tableau par le nom en italiques suivi d'une astérisque :
| Municipalité                  | Localisation | Chef-lieu             | Nombre de divisions territoriales (paroisses civiles + « capitales ») | Paroisses civiles (capitales) | Population (2001) | Population (2011) |
| ----------------------------- | ------------ | --------------------- | --------------------------------------------------------------------- | --- | ----------------- | ----------------- |
| Agua Blanca                   |              | Agua Blanca           | 0                                                                     | (aucune) | 17 092            | 20 717            |
| Araure                        |              | Araure                | 2 (1 + 1)                                                             | Capitale Araure * (Araure) Río Acarigua (Río Acarigua) | 111 908           | 151 334           |
| Esteller                      |              | Píritu                | 2 (1 + 1)                                                             | Capitale Esteller * (Píritu) Uveral (Uveral) | 37 782            | 44 945            |
| Guanare                       |              | Guanare               | 5 (4 + 1)                                                             | Capitale Guanare * (Guanare) Córdoba (Córdoba) San José de la Montaña (San José de la Montaña) San Juan de Guanaguanare (Mesa de Cavacas) La Virgen de Coromoto (Quebrada de la Virgen)                             | 157 470           | 192 644           |
| Guanarito                     |              | Guanarito             | 3 (2 + 1)                                                             | Capitale Guanarito * (Guanarito) Trinidad de la Capilla (Trinidad de la Capilla) Divina Pastora (Morrones) | 31 500            | 37 553            |
| Monseñor José Vicente de Unda |              | Paraíso de Chabasquén | 2 (1 + 1)                                                             | Capitale Monseñor José Vicente de Unda (Paraíso de Chabasquén) Peña Blanca (Peña Blanca) | 21 187            | 23 744            |
| Ospino                        |              | Ospino                | 3 (2 + 1)                                                             | Aparición (La Aparición) Capitale Ospino * (Ospino) La Estación (La Estación) | 39 215            | 49 228            |
| Páez                          |              | Acarigua              | 4 (3 + 1)                                                             | Capitale Páez * (Acarigua) Payara (Payara) Pimpinela (Pimpinela) Ramón Peraza (Mijagüito) | 155 013           | 177 175           |
| Papelón                       |              | Papelón               | 2 (1 + 1)                                                             | Caño Delgadito (Caño Delgadito) Capitale Papelón * (Papelón) | 13 090            | 16 191            |
| San Genaro de Boconoíto       |              | Boconoíto             | 2 (1 + 1)                                                             | Antolín Tovar Aquino (San Nicolás) Capitale San Genaro de Boconoíto * (Boconoíto) | 18 822            | 23 757            |
| San Rafael de Onoto           |              | San Rafael de Onoto   | 3 (2 + 1)                                                             | Capitale San Rafael de Onoto * (San Rafael de Onoto) Santa Fe (Santa Fe) Thermo Morles (El Algarrobito) | 14 477            | 17 623            |
| Santa Rosalía                 |              | El Playón             | 2 (1 + 1)                                                             | Capitale Santa Rosalía * (El Playón) Florida (Nueva Florida) | 15 140            | 17 601            |
| Sucre                         |              | Biscucuy              | 6 (5 + 1)                                                             | Capitale Sucre * (Biscucuy) Concepción (La Concepción) San José de Saguaz (San José de Saguaz) San Rafael de Palo Alzado (San Rafael de Palo Alzado) Uvencio Antonio Velásquez (Las Cruces) Villa Rosa (Villa Rosa) | 37 233            | 41 037            |
| Turén                         |              | Villa Bruzual         | 4 (3 + 1)                                                             | Canelones (La Misión) Capitale Turén * (Villa Bruzual) Santa Cruz (Santa Cruz) San Isidro Labrador (Colonia Turén)                                                                                                  | 55 811            | 62 947            |
| Total                         |              |                       | 40 (27 + 13)                                                          | | 725 740           | 876 496           |

### Organisation des pouvoirs
Le pouvoir exécutif est l'apanage du gouverneur. L'actuel gouverneur est Antonio Cedeño depuis le 22 novembre 2021.
| Photo | Scrutin | Période                               | Nom du gouverneur     | Parti politique | Résultat électoral | Notes                                               |
| ----- | ------- | ------------------------------------- | --------------------- | --------------- | ------------------ | --------------------------------------------------- |
|       | 1989    | 1989 - 1992                           | Elías D'onghia        | AD              | 38.40 %            | Premier gouverneur élu                              |
|       | 1992    | 1992 - 1995                           | Elías D'onghia        | AD              | 36.81 %            |                                                     |
|       | 1995    | 1995 - 1998                           | Ivan Colmenares       | MAS             | 52.74 %            |                                                     |
|       | 1998    | 1998 - 2000                           | Ivan Colmenares       | MAS             | 48.72 %            |                                                     |
|       | 2000    | 2000 - 2004                           | Antonia Muñoz         | MVR             | 50.08 %            |                                                     |
|       | 2004    | 2004 - 2008                           | Antonia Muñoz         | MVR             | 59.98 %            |                                                     |
|       | 2008    | 2008 - 2012                           | Wilmar Castro Soteldo | PSUV            | 58.22 %            |                                                     |
|       | 2012    | 2012 - 6 janvier 2016                 | Wilmar Castro Soteldo | PSUV            | 53.76 %            |                                                     |
|       | -       | 2016 - 2017                           | Reinaldo Castañeda    | PSUV            | -                  | intérim à la suite de la démission de Wilmar Castro |
|       | 2017    | 2017 - 21 novembre 2021               | Rafael Calles         | PSUV            | 64.51 %            |                                                     |
|       | 2021    | Depuis le 22 novembre 2021 (en cours) | Antonio Cedeño        | PSUV            | 45.78 %            | Actuel gouverneur                                   |

## Sources
- (es) Cet article est partiellement ou en totalité issu de l’article de Wikipédia en espagnol intitulé « Estado Portuguesa » (voir la liste des auteurs).

- (es) Cet article est partiellement ou en totalité issu de l’article de Wikipédia en espagnol intitulé « Gobernador de Portuguesa » (voir la liste des auteurs).